# Ralph Flanagan
Ralph Drew Flanagan, född 14 december 1918 i Los Alamitos i Kalifornien, död 8 februari 1988 i Los Alamitos, var en amerikansk simmare.
Flanagan blev olympisk silvermedaljör på 4 x 200 meter frisim vid sommarspelen 1936 i Berlin.